# Hör, Gud ännu sin nåd dig bjuder
Hör, Gud ännu sin nåd dig bjuder är en psalm som skrevs 1814 av Frans Michael Franzén "vid ringning till gudstjänst", först publicerad i "Förslag till förbättrade Kyrko-Sånger" 1814. Psalmen är allvarlig och väckande, som ett "memento mori": nästa gång kanske klockan klämtar för dig. Bearbetad av Britt G. Hallqvist 1983 för 1986 års psalmbok.
Melodin är från Hamburg 1690 (Bess-dur, 4/4 eller 2/2), känd till ett flertal psalmer: De rika skördar, som förgyllde, Ett vänligt ord kan göra under, Jag nu den säkra grunden vunnit, Är än min röst som änglars tunga.

## Publicerad i
- 1819 års psalmbok som nr 323 "Med avseende på särskilda personer, tider och omständigheter: Lärare och åhörare: Vid ringning till gudstjänst".
- 1937 års psalmbok som nr 205 under rubriken "Helg och gudstjänst".
- Den svenska psalmboken 1986 som nr 402 under rubriken "Helg och gudstjänst".